# الحاج علي (المضاربة والعارة)

تعديل مصدري - تعديل

الحاج علي هي إحدى قرى عزلة المضاربة بمديرية المضاربة والعارة التابعة لمحافظة لحج، بلغ تعداد سكانها 50 نسمة حسب تعداد اليمن لعام 2004.